# Ascou-Pailhères
Ascou-Pailhères est une station de sports d'hiver des Pyrénées françaises située à l'est du département de l'Ariège, sur le territoire de la commune d'Ascou, du côté ouest du port de Pailhères.
De l'autre côté de ce col se trouve la station de Mijanès-Donezan. Elle est surplombée par le pic de Tarbésou (2 364 m).

## Histoire
Alors créée juste en-dessous du col sur une idée de M. Vignes, scieur à Garanou, la station a été ouverte pour la première fois durant l'hiver 1965-66.
Elle est partenaire avec ses voisines d'Ax 3 Domaines, du Chioula et de Beille.
La station est gérée par la Savasem, une société d’économie mixte au capital détenu majoritairement par des collectivités publiques. Cette société gère également les stations ariégeoises d’Ax-3-Domaines, des Monts d'Olmes et, depuis l'hiver 2018-19, Guzet.

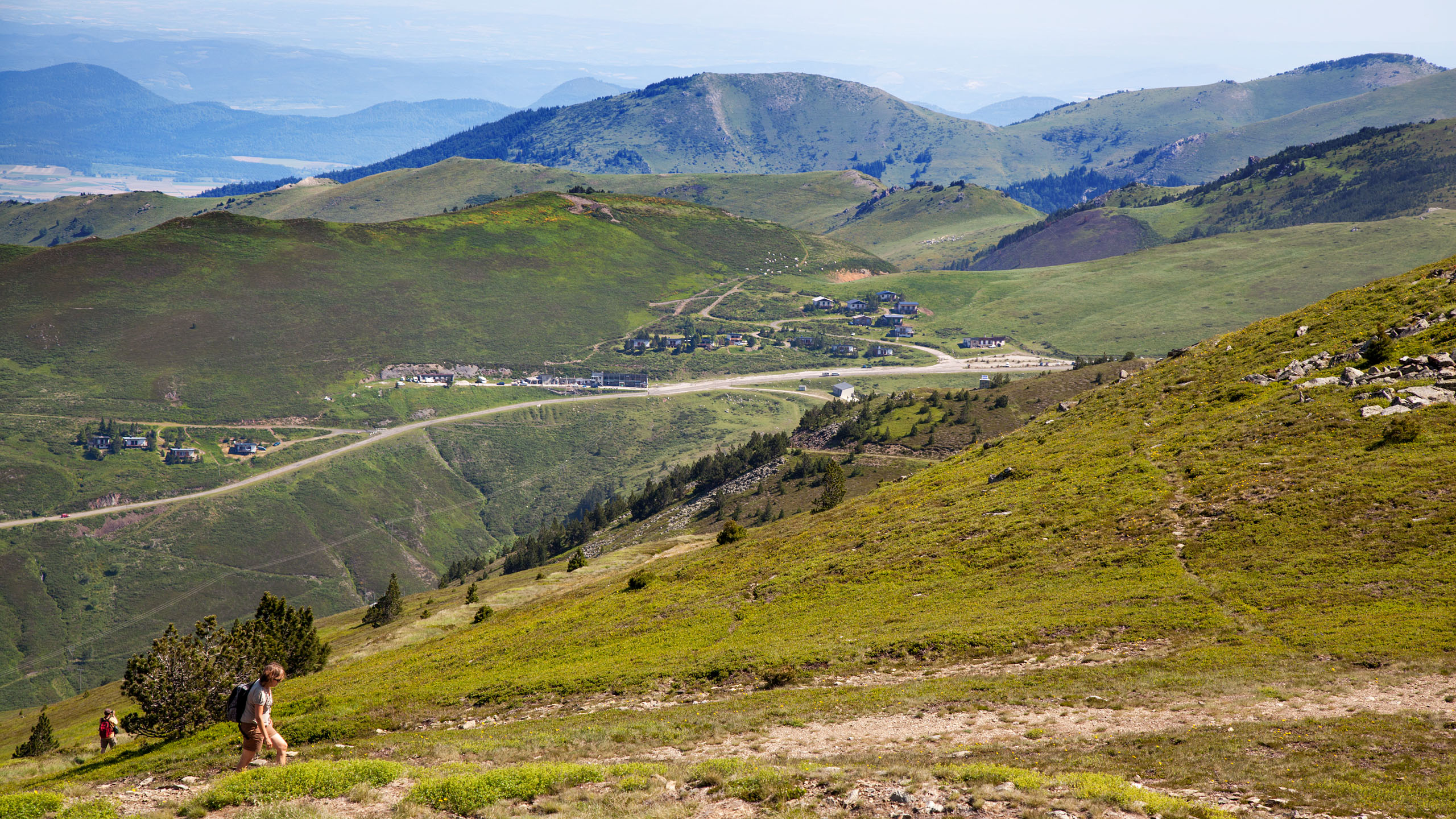
L'ancien emplacement de la station, près du port de Pailhères

## Particularité
Depuis 2018, la station propose des formations pour les débutants adultes.